# Jovan Ristić
Jovan Ristić, in serbo Јован Ристић (Kragujevac, 16 gennaio 1831 – Belgrado, 4 settembre 1899), è stato un politico e diplomatico serbo, quattro volte primo ministro: dal 15 novembre al 3 dicembre 1867;dal 5 aprile al 3 novembre 1873; dal 13 ottobre 1878 al 2 novembre 1880 e dal 13 giugno 1887 al 1º gennaio 1888.

## Biografia
Dopo aver studiato a Belgrado, Berlino e Parigi entra nella carriera diplomatica e nel 1861 viene inviato all'ambasciata serba a Costantinopoli.
Tornato in patria, il principe Mihailo gli offre una carica di governo ma Ristić, di ispirazione liberale e contrario ai metodi reazionari del sovrano, rifiuta.
Dopo l'assassinio del principe Mihailo nel 1866 viene nominato membro del Consiglio di reggenza che, il 2 gennaio 1869 promulga una nuova costituzione (la terza nella storia della Serbia).
Nel 1872 Ristić viene nominato Ministro degli Esteri. Pochi mesi dopo il principe Milan lo nomina primo ministro ma dopo pochi mesi Ristić si dimette.
Tornerà alla guida del governo altre due volte.